# The Noise
Albums de Peter Hammill
Fireships
(1991) There Goes the Daylight
(1993)
The Noise est le vingtième album de Peter Hammill, sorti en 1992.

## Liste des titres
1. A Kick to kill the kiss
2. Like a shot, the Entertainer
3. The Noise
4. Celebrity Kissing
5. Where the Mouth is
6. The Great European Department Store
7. Planet Coventry
8. Primo on the parapet